# Quellen zur Geschichte der Stadt Görlitz bis 1600
Quellen zur Geschichte der Stadt Görlitz bis 1600, kurz auch die Quellen genannt, ist der Titel eines im Jahr 1909 erschienenen Werks von Richard Jecht. Inhaltlich ist es eine Ansammlung von Quellennennungen, die mehr für den Forscher als für den „Geschichtsfreunde“ gedacht sind. Neben Görlitz und seinem Weichbild ist es für die gesamte Oberlausitz für die weitere geschichtliche Entwicklung von Bedeutung.

## Entstehung und Inhalt
Es wurde vom Görlitzer Magistrat beauftragt. Das Buch ebnet „in geradezu mustergültiger Weise den mühevollen Weg durch den Urwald geschichtlicher Überlieferungen“. Gleichzeitig vermittelt es die Fülle der noch notwendigen Arbeit hinsichtlich der Görlitzer Stadtgeschichte.
Insbesondere berücksichtigt bzw. genannt wurden in den Quellen zur Geschichte der Stadt Görlitz das Görlitzer Ratsarchiv, die Bestände der Milichschen und der Zobelschen Bibliothek. Des Weiteren sind beispielsweise enthalten Originalurkunden, Urkundenabschriften und viele Bücherreihen von Stadt- und Gerichtsbüchern, richterliche Tagebücher, Ratsrechnungen, Schriften der Stadtschreiber und Bürgermeister. Den Schluss bilden einige kirchengeschichtliche Quellen, darunter das Nekrologium der Franziskaner, aber auch Görlitzer Inschriften und Urkunden zur Topographie in Görlitz.
Jecht selbst hat sich in den bis dahin etwa 20 Jahren seiner Arbeit mit den meisten dieser Quellen beschäftigt und verwies anlässlich einzelner Quellen auch oft auf seine eigene Arbeiten.
Hubert Ermisch beschließt seinen Beitrag über Jechts Buch mit dessen ersten, Ermisch für Forscher als selbstverständlich erscheinenden aber dennoch wiederholungsbedürftigen Satz im betreffenden Buch: „Die Grundlage aller geschichtlichen Forschung ist die genaue Kenntnis und richtige Einschätzung der Quellen“.

## Ausgabe
- Richard Jecht (Hrsg.): Quellen zur Geschichte der Stadt Görlitz bis 1600. Görlitz 1909. Verlag des Magistrates der Stadt Görlitz. (Volltext)